# Sexhörning

Ytfyllning (tessellation) av planet med hexagoner.

En sexhörning, hexagon, eller (ibland)  sexkant är en polygon som består av sex (räta) linjestycken, som bildar en enkel sluten kurva. Ofta har man med hexagon menat en regelbunden sexhörning, det vill säga en liksidig och likvinklig sexhörning (med alla sidor respektive vinklar lika stora). Summan av (de inre) vinklarna i en sexhörning är alltid 720°.
I Frankrike används ibland termen "L'Hexagone" (alltså "Hexagonen") för att beskriva fastlandsdelen av det egentliga Frankrike, eftersom området på en karta ser ut ungefär som en sexhörning.

## Regelbundna sexhörningar

Regelbundna sexhörningar är konstruerbara med passare och ograderad linjal.

En regelbunden sexhörning är en polygon som består av sex lika långa sidor, med lika stora vinklar emellan.
Arean av en sådan sexhörning med sidlängden a ges av
{\displaystyle A={\frac {3{\sqrt {3}}}{2}}a^{2}\approx 2,598076a^{2}.}

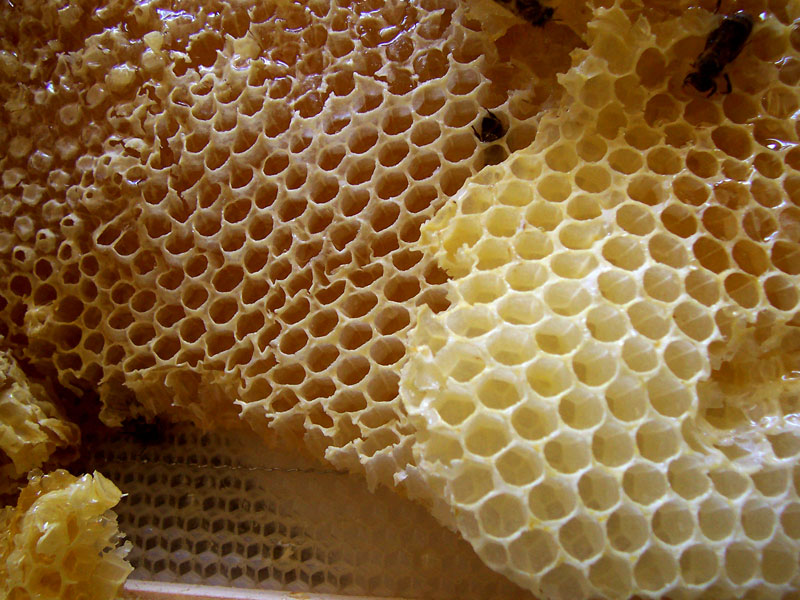
Vaxkaka där cellerna är arrangerade i ett hexagonalt mönster, vilket minimerar åtgången av vax och gör strukturen stark.

Eftersom dess vinkelsumma är 720°, är vinkeln i varje hörn {\displaystyle \textstyle {\frac {1}{6}}\cdot 720^{\circ }=120^{\circ }}, exakt en tredjedel av ett helt varv. Därför kan man fylla ut hela planet med lika stora regelbundna sexhörningar, så att tre av dem möts i varje hörn. Mest känd är denna tessellation antagligen för att cellerna i en bikupas vaxkakor ungefär bildar ett sådant mönster. Den regelbundna sexhörningen är en av endast tre ytfyllande regelbundna polygoner. 
Det finns ingen platonsk kropp vars sidor består av regelbundna sexhörningar. Dock finns det ett flertal arkimediska kroppar som innehåller sexhörningar, däribland den stympade ikosaedern, ungefär en fotboll.

## Sexhörningar i naturen
Förutom i vaxkakor och exempelvis getingbon kan sexhörningar förekomma i bland annat snöflingor.

En sköldpaddas skal.
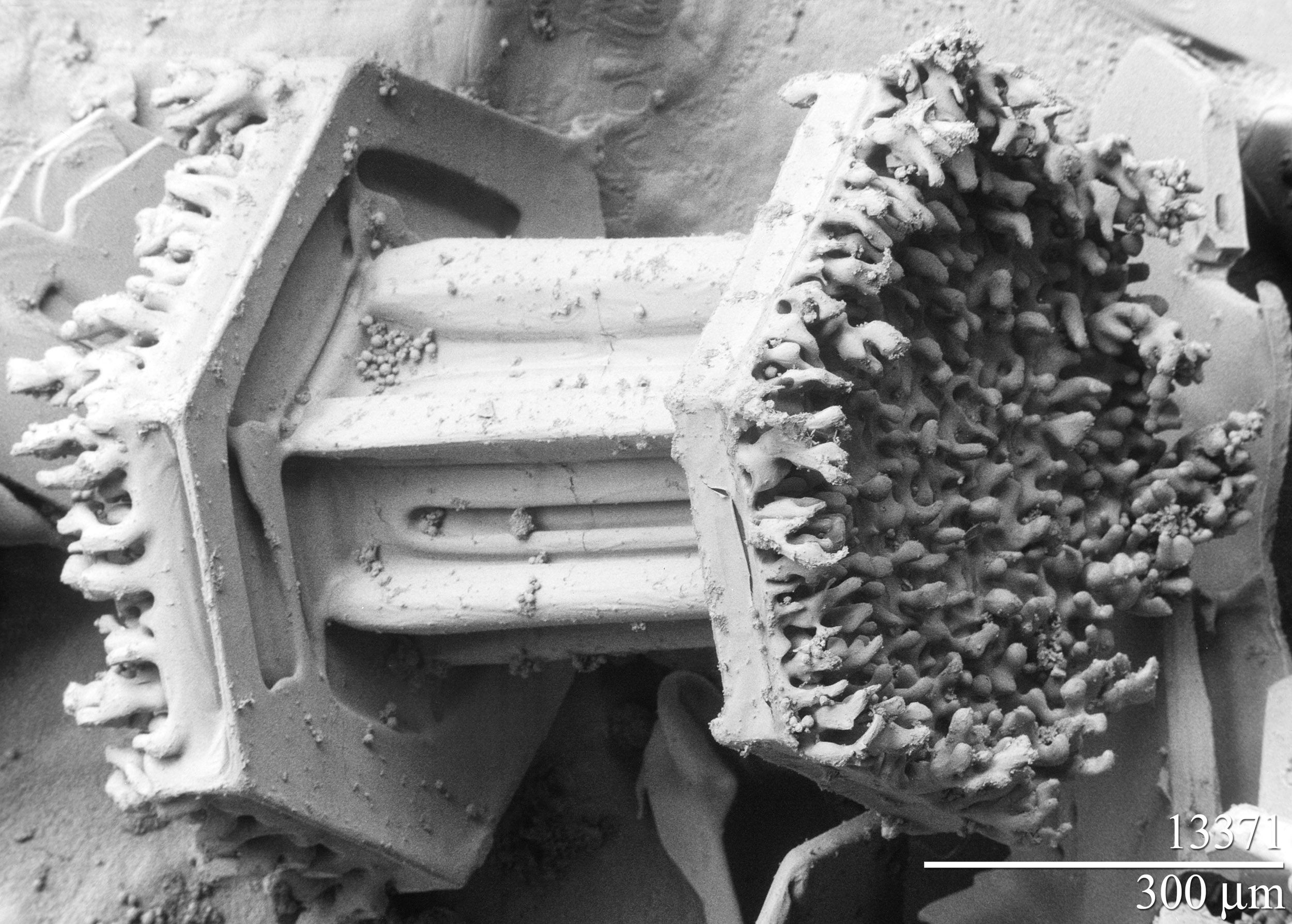
Snöflinga.
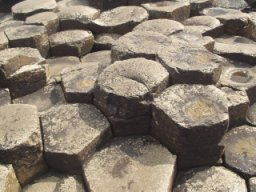
Naturligt bildade basaltblock i Giant's Causeway.